# José Julián Tercero
José Julián Tercero (* 1820) war vom 1. Januar bis zum 23. Februar 1843 in einem Regierungskabinett, welches die Funktionen des Staatschefs von Honduras ausübte.

## Leben
José Julián Tercero war Kriegsminister im Regierungskabinett von Francisco Ferrera.
Als dieser sich Anfang 1843 wählen ließ, führte dieses Gremium die Amtsgeschäfte des Präsidenten.